# Football Manager 2009
Football Manager 2009 (appelé également FM 2009), sorti le 14 novembre 2008, est l'opus 2008-2009 de la série des Football Manager, référence des jeux de management de football. Il est disponible sur les plates-formes suivantes : Microsoft Windows, Mac OS X e.
La série des Football Manager est la suite de la série Championship Manager (ou CM), mais le nom a dû être changé à la séparation entre Eidos (l'ancien éditeur) et Sports Interactive (le développeur). Le moteur de jeu n'a absolument pas changé, restant la propriété de Sports Interactive (ou SI), mais le jeu est maintenant édité par Sega.

## Nouveautés
La principale nouveauté apportée par cette nouvelle édition de Football Manager est sans aucun doute l'arrivée d'un moteur de matches en 3D. Après avoir choisi son club (parmi 50 pays et tous leurs championnats), on endosse le costume de manager, et on peut enfin commencer à gérer les transferts, contrats, tactiques, entraînements, équipe première, centre de formation... La relation avec les médias est toujours aussi importante avec l'apparition de la conférence de presse.

## Version portable
Football Manager Portable 2009 est le portage PlayStation Portable du jeu.